# Ram (astrologie)

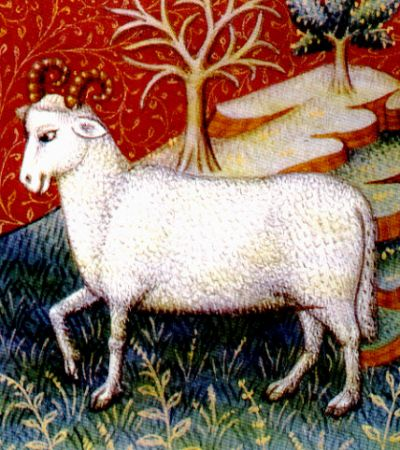
Ram (Aries)

Astrologisch symbool voor Ram

De Ram (Lat: aries) is het astrologisch teken van mensen geboren tussen ca. 21 maart en ca. 20 april. Ram is het eerste teken van de dierenriem en markeert ook het begin van de lente.
Dit teken correspondeert met een deel van de ecliptica vanaf 0 graden (het lentepunt) tot 30 booggraden verder, gezien vanuit de Aarde. Als eerste teken van de dierenriem wordt het geassocieerd met het element Vuur en het begin van de lente, kwaliteiten die volgens de astrologie ook teruggevonden worden bij mensen die onder dit teken worden geboren. Mannelijk, positief, extravert teken. De traditionele heerser van het teken is Mars. Volgens Claudius Ptolemaeus en zijn Tetrabiblos wordt het eerste decanaat van Ram (0-10°) geregeerd door Mars, het tweede decanaat (10-20°) door Zon en het derde (20-30°) door Venus, wat de typologie bij de gewone zonnetekenastrologie verder kan verfijnen: 36 in plaats van 12 typen persoonlijkheden.

## Toelichting
Als iemand naar je 'zonneteken' of 'sterrenbeeld' vraagt, heeft dat in de astrologie betrekking op de plaats van de Zon tijdens je geboorte. De westerse astrologie gebruikt bij de duiding van gebeurtenissen twaalf 'partjes' van de baan die de Zon in de loop van het jaar schijnbaar langs de hemel maakt. Die partjes zijn de zonnetekens of kortweg: de tekens, te beginnen vanaf Ram bij het lentepunt. 'Sterrenbeelden' zijn eigenlijk de astronomische constellaties aan de hemel, en die komen niet meer overeen met de twaalf sectoren die de astrologie gebruikt. Sommige auteurs van astrologierubrieken in de krant maken uitsluitend gebruik van deze zonnepositie, zoals 'Zon in Ram' of 'Zon in Weegschaal' om er een horoscoop mee te maken. Deze rubrieken werken met een bijzonder gereduceerde methode en worden door de meeste astrologen niet serieus genomen.

## Traditionele typologie
Zoals bij alle tekens van de dierenriem, schrijft de astrologie ook bepaalde kenmerken toe aan mensen die onder het teken Ram geboren zijn. Die kenmerken worden bepaald door:
1. een driedeling van de 12 tekens: er zijn 4 hoofdtekens,[2] 4 vaste tekens[3] en 4 beweeglijke tekens[4]
2. een vierdeling van de 12 tekens: er zijn 3 aardetekens,[5] 3 luchttekens,[6] 3 vuurtekens[7] en 3 watertekens[8]
3. en een tweedeling van de 12 tekens: er zijn 6 positief mannelijke[9] en 6 negatief vrouwelijke[10] tekens[11]

Voor het teken Ram levert dit het volgende op:
1. Hoofdteken: kordate, rechtlijnige, dynamische aanpak.
2. Vuurteken: 'Cholerisch' temperament
3. Positief: yangprincipe: mannelijk, actief, extravert, zelfexpressie, dominantie, op de wereld gericht

wat een totaalbeeld oplevert van daadkracht, energie, individualiteit e.d., met de nadelen die er aan zijn verbonden. 
Popastrologie
Enkele kenmerken die in de popastrologie doorgaans met Ram worden geassocieerd, en die uit deze 3 kwaliteiten kunnen worden afgeleid, zijn bijvoorbeeld zelfvertrouwen, moed, ongeduldigheid, impulsiviteit, arrogantie, enthousiasme, initiatief nemend, leiderschap, kracht, geprikkeldheid, recht voor zijn raap.

### Verfijning van de traditionele typologie
Ptolemaeus en zijn navolgers, waaronder de Engelse astroloog William Lilly, verdeelden elk teken nog eens in drie, waardoor 3 'decanaten' (10 graden) elk hun eigen heerser kregen. Daardoor zijn er bij het sterrenbeeld Ram nog eens 3 basispersoonlijkheden mogelijk:
1. de Ram van het eerste decanaat - van 21 tot 30 maart - is een Mars-Ram
2. de Ram van het tweede decanaat - van 31 maart tot 10 april - is een Zon-Ram
3. de Ram van het derde decanaat - van 11 april tot 20 april - is een Venus-Ram

Tevens beweren sommige astrologen dat mensen met Ram als zonneteken of als teken op de ascendant doorgaans sterk en atletisch gebouwd zijn. Dit is echter afhankelijk van wat de rest van de horoscoop uitwijst. Het is volgens de regels van de astrologie immers niet zo eenduidig dat 'een Ram' sterk zou zijn. Als Mars, de heerser van Ram, bijvoorbeeld slecht (zwak) geplaatst is, dan is deze uitspraak gewoon fout. Ook de aspecten die de Zon en de Ascendant ontvangen, spelen een grote rol.

## Jungiaanse typologie
Carl Gustav Jung meent dat de planeten - in vroegere mythologieën de 'goden' - symbolen zijn van de macht van het onbewuste. Deze goden zijn in de astrologie nog steeds voortlevende symbolen; 'Mars' bekijkt een psychoanalyticus eerder als projecties van onze psyche. Onze Marskant (zoals ook weerspiegeld in het teken Ram) kunnen we onmogelijk verdringen of negeren, maar hij is des te duidelijker voor onze omgeving en manifesteert zich op die manier als onze schaduwzijde: een vaak nietsontziende vernietigingsdrang die in onze opvoeding 'menselijker ' moet worden gemaakt.

## Compatibele tekens
De tak van de astrologie die zich bezighoudt met de grondige analyse van horoscopen van partners heet synastrie. Hierbij worden de horoscopen met allerlei technieken met elkaar vergeleken. In de zonnetekenastrologie (popastrologie) zoals hier besproken worden echter meer algemene beweringen gedaan op grond van de plaats van de Zon bij beide partners:
Het teken Ram wordt compatibel geacht met Leeuw en Boogschutter en verder met tekens die zich op een sextielafstand (60 graden) bevinden: Tweelingen en Waterman. Dit is overigens geen persoonlijke aanwijzing, meer een algemeen astrologisch beginsel dat wordt afgewogen in samenhang met de rest van de factoren in de horoscoop.